# Förebyggande av cancer
Förebyggande eller prevention av cancer sammanfaller till stora delar i vad som kan göras för att motverka cancer. Förebyggande görs för att minska risken att få cancer, som 2016 i genomsnitt drabbar var tredje person i Sverige. En stor del av cancerfallen beror på miljöfaktorer. Cancer anses till stora delar gå att förebygga. Mellan 70 och 90 procent av vanliga cancerfall beror på miljöfaktorer och är ofta påverkningsbara. Många av miljöfaktorerna är valbara och möjliga att göra något åt, alltså kan cancer i dessa fall förebyggas. Mer än 30 procent av cancerdödsfallen kan enligt Världshälsoorganisationen (WHO) förebyggas genom att undvika riskfaktorer som tobak, övervikt/fetma, ofullständig diet, fysisk inaktivitet/stillasittande, alkohol eller luftföroreningar; detsamma gäller sexuellt överförbara sjukdomar.

## Riskfaktorer
Asbest, som är förödande för lungmembran, nämns också som en riskfaktor. Det finns både naturligt förekommande mineralfibrer och syntetiska asbestliknande fibrer, bland annat i glasfiber. Dessa tros ha liknande effekt. Ickefiberpartikelmaterial som orsakar cancer inkluderar metallpulver – kobolt och nickel samt kristallint kisel. Normalt måste fysiska cancerogena påverkansfaktorer komma in i kroppen, till exempel genom inandning under lång tid (ofta i åratal), för att cancerutveckling ska ske.

## Diet
De främsta dietfaktorerna som ökar risken för cancer är fetma och alkoholintag. Frukt- och grönsaksätande rekommenderas ofta för att minska cancerrisken men sambandet är inte bekräftat Kaffe minskar risken för levercancer.
Dietrekommendationer för att förebygga cancer brukar betona stort innehåll av grönsaker och frukt, visst mått av fullkornsprodukter och fisk.

## Vaccin
Vaccin finns tillgängliga mot ett antal infektiösa virus som kan orsaka cancer. HPV-vaccin (Gardasil och Cervarix) minskar risken att utveckla livmoderhalscancer. Hepatit B-vaccin förhindrar infektion med hepatit B-virus och minskar på så sätt risken att utveckla hepatocellulär cancer i levern. Då vaccinen finns att tillhandahålla rekommenderas det att de tas. I Sverige erbjuds flickor i mellanstadiet gratis vaccinering mot HPV.